# Iwan Fiodorow (generał)
Iwan Grigorjewicz Fiodorow (ros. Иван Григорьевич Фёдоров, ur. 14 sierpnia 1921 w Kadijewce, zm. 28 stycznia 1983 w Kijowie) – radziecki lotnik wojskowy, generał major lotnictwa, Bohater Związku Radzieckiego (1944).

## Życiorys
Urodził się w rosyjskiej rodzinie robotniczej. Skończył 10 klas i aeroklub, w 1938 został powołany do Armii Czerwonej, w 1940 ukończył wojskowo-lotniczą szkołę pilotów w Woroszyłowgradzie. Służył w 200 i w 53 pułkach Lotnictwa Dalekiego Zasięgu, od 1941 uczestniczył w wojnie z Niemcami, m.in. w bitwie pod Moskwą, od wiosny 1942 walczył w składzie 455 pułku (od sierpnia 1944: 30 gwardyjskiego pułku Lotnictwa Dalekiego Zasięgu) 48 Dywizji Lotniczej 8 Korpusu Lotniczego Lotnictwa Dalekiego Zasięgu jako pilot, od marca 1943 dowódca klucza, a od lipca 1943 zastępca dowódcy eskadry. Od 1942 należał do WKP(b).
Od września do października 1942 i od listopada 1943 do kwietnia 1944 walczył w składzie grupy operacyjnej Lotnictwa Dalekiego Zasięgu na obszarach podbiegunowych, gdzie wykonał 35 lotów bojowych. Do października 1944 wykonał 252 loty bojowe w celu bombardowania obiektów wojskowo-przemysłowych na głębokich tyłach wroga, w tym w miastach: Gdańsk, Helsinki, Królewiec i Budapeszt. W 1955 ukończył Wojskową Akademię Powietrzną, był dowódcą pułku i dowódcą 15 Gwardyjskiej Dywizji Bombowców Ciężkich Dalekiego Zasięgu, 13 marca 1964 otrzymał stopień generała majora lotnictwa, w 1965 zakończył służbę wojskową.

## Odznaczenia
- Złota Gwiazda Bohatera Związku Radzieckiego (5 listopada 1944)
- Order Lenina (dwukrotnie, 13 marca 1943 i 5 listopada 1944)
- Order Czerwonego Sztandaru (dwukrotnie, 30 grudnia 1942 i 10 kwietnia 1943)
- Order Czerwonej Gwiazdy (dwukrotnie)
- Medal „Za obronę Moskwy”
- Medal „Za obronę Leningradu”
- Medal „Za obronę Stalingradu”
- Medal „Za obronę Radzieckiego Obszaru Podbiegunowego”
- Medal „Za zdobycie Królewca”
- Medal „Za zdobycie Budapesztu”
- Medal „Za zdobycie Berlina”
- Medal „Za wyzwolenie Warszawy”

I inne.